# Booker Ervin
Booker Telleferro Ervin II, né le 31 octobre 1930 et mort le 31 août 1970, plus connu sous le nom de Booker Ervin, est un saxophoniste et compositeur de jazz américain, réputé pour avoir travaillé avec Charles Mingus entre 1956 et 1962.

## Discographie

### En tant que leader
- 1960: The Book Cooks (Bethlehem)
- 1960: Cookin' (Savoy)
- 1961: That's It! (Candid)
- 1963: Exultation! (Prestige)
- 1963: The Freedom Book (Prestige)
- 1963: The Song Book (Prestige)
- 1963: Gumbo (Prestige)
- 1964: The Blues Book (Prestige)
- 1964: The Space Book  (Prestige)
- 1965: Groovin' High (Prestige)
- 1965: The Trance (Prestige)
- 1965: Setting the Pace (Prestige) - avec Dexter Gordon
- 1966: Heavy!!! (Prestige)
- 1966:  Structurally Sound (Pacific Jazz)
- 1967:  Booker 'n' Brass (Pacific Jazz)
- 1968:  The In Between  (Blue Note)
- 1968: Tex Book Tenor (Blue Note)
- Back from the Gig (1964-68 [1976]) - compilant des sessions pas sorties qui seront ensuite publiées comme Horace Parlan's Happy Frame of Mind en 1988 et Ervin's Tex Book Tenor en 2005.

### En tant que sideman
Avec Bill Barron
- Hot Line (Denon, 1962)

Avec Jaki Byard
- Out Front! (Prestige, 1964)

Avec Teddy Charles
- Jazz in the Garden at the Museum of Modern Art (Warwick, 1960)

Avec Ted Curson
- Urge (Fontana, 1966)

Avec Núria Feliu
- Núria Feliu with Booker Ervin (Edigsa, 1965)

Avec Roy Haynes
- Cracklin' (New Jazz, 1963)

Avec Andrew Hill
- Grass Roots (Blue Note, 1968)

Avec Eric Kloss
- In the Land of the Giants (Prestige, 1969)

Avec Lambert, Hendricks & Bavan
- Havin' a Ball at the Village Gate (RCA, 1963)

Avec Charles Mingus
- Jazz Portraits: Mingus in Wonderland (United Artists, 1959)
- Mingus Ah Um (Columbia, 1959)
- Mingus Dynasty (Columbia, 1959)
- Blues & Roots (Atlantic, 1959)
- Mingus at Antibes (Atlantic, 1960 [1976])
- Reincarnation of a Lovebird (Candid, 1960)
- Oh Yeah (Atlantic, 1961)
- Tonight at Noon (Atlantic, 1957-61 [1965])
- Mingus Mingus Mingus Mingus Mingus (Impulse!, 1963)

Avec Horace Parlan
- Up & Down (Blue Note, 1961)
- Happy Frame of Mind (Blue Note, 1963 [1988])

Avec Don Patterson
- The Exciting New Organ of Don Patterson (Prestige, 1964)
- Hip Cake Walk (Prestige, 1964)
- Patterson's People (Prestige, 1964)
- Tune Up! (Prestige, 1964 [1971])

Avec Mal Waldron
- The Quest (New Jazz, 1961)

Avec Randy Weston
- Highlife (Colpix, 1963)
- Randy (Bakton, 1964) - also released as African Cookbook (Atlantic) in 1972
- Monterey '66 (Verve, 1966)